# Мартин Унрайн
Мартин Унрайн (на немски: Martin Unrein) е немски офицер. По време на Втората световна война достига чин генерал-лейтенант.

## Ранен живот и военна кариера
Роден е във Ваймар на 1 януари 1901 г. В началото на 1918 г. се присъединява към армията като старши офицерски кадет. През 1922 г. е издигнат в чин лейтенант и е изпратен в 9-и кавалерийски полк.

## Втора световна война
По време на Втората световна война, между 1938 и 1940 г., служи като адютант в 11-и корпус. През 1940 г. е назначен за командир на 268-и разузнавателен батальон, а между 1940 и 1941 г. е част от щаба на главно командване на сухопътните войски. В периода 1941-1942 г. командва 6-и мотоциклетен батальон, а между 1942 и 1943 г. 4-ти танково-гренадирски полк. След смъртта на генерал Зиберг поема командването на 14-а танкова дивизия. Ръководи дивизията между 5 ноември 1943 и 15 септември 1944 г. като първоначално е назначен за действащ командир. Представя се добре и получава поста за постоянно. На 1 януари 1944 г. Унрайн е издигнат в чин генерал-майор, а на 1 юли същата година в генерал-лейтенант. В началото на април 1945 г. е назначен за командир на танкова дивизия Клаузевиц.

## След войната
След войната Унрайн се установява в Дахау. На 22 януари 1972 г. умира в Мюнхен, Германия.

## Награди
- Рицарски кръст – (10 септември 1943 г.)
- Рицарски кръст с дъбови листа – (26 юни 1944 г.)